# Prueba de Weber

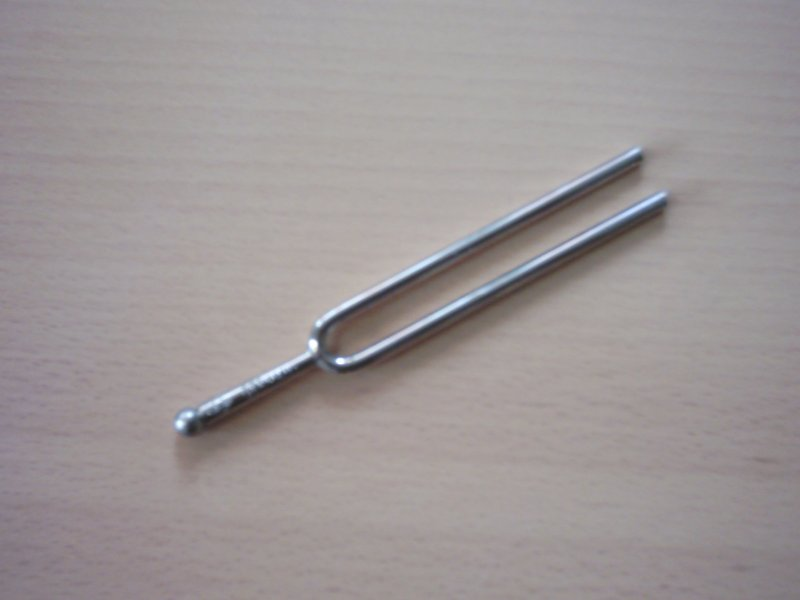
Diapasón utilizado en las pruebas de Weber y Rinne.

La prueba de Weber es una prueba rápida de la audición que puede detectar la hipoacusia o sordera conductiva unilateral (pérdida de audición del oído medio) y la hipoacusia o sordera neurosensorial unilateral (pérdida de audición del oído interno). La prueba debe en honor a Ernst Heinrich Weber (1795-1878). 
La capacidad de audición conductiva está mediada por el oído medio compuesto por los huesecillos: martillo, yunque y estribo. La capacidad auditiva neurosensorial está mediada por el oído interno formado por la cóclea con su membrana basilar interna y el nervio coclear adjunto (VIII par craneal). El oído externo consiste en el pabellón auricular, conducto auditivo y el tímpano o membrana timpánica transmite los sonidos al oído medio, pero no contribuye a la conducción o la capacidad auditiva neurosensorial, salvo por las transmisiones limitadas por la impactación de cerumen (colección de cera en el canal auditivo).
La prueba de Weber ha tenido su valor como prueba de detección cuestionado en la literatura.

## Procedimiento
La prueba de Weber y la prueba de Rinne normalmente se realizan juntas, sus resultados combinados se usan para determinar la ubicación y la naturaleza de cualquier hipoacusia. 

### Prueba de Weber
En la prueba de Weber se usa un diapasón vibrante (256 Hz o 512 Hz) que se coloca en el medio de la frente, por encima del labio superior, debajo de la nariz sobre los dientes o en la parte superior de la cabeza equidistantes de las orejas del paciente sobre la piel y en contacto con el hueso. Se le pide al paciente que informe en que oído el sonido se escucha más fuerte. En una prueba de Weber normal el paciente refiere que el sonido se escucha por igual en ambos lados. En un paciente enfermo, si el oído defectuoso oye más fuerte la vibración, indica una hipoacusia conductiva en el oído defectuoso. En un paciente enfermo, si el oído normal oye mejor la vibración, hay una hipoacusia neurosensorial del oído mejorado. 
Sin embargo, lo anterior supone que se sabe de antemano cual es el oído defectuoso y el normal (por ejemplo, el paciente refiere que no pueden oír con el un oído) y la prueba se hace para caracterizar el tipo de hipoacusia, conductor o neurosensorial. En el caso de que el paciente este inconsciente o ha adaptado su audición, el médico tiene que utilizar la prueba de Rinne conjuntamente con el Weber para clasificar y localizar cualquier déficit. Es decir, una prueba de Weber anormal solo es capaz de decirle al médico que existe una pérdida conductiva en el oído que escucha bien o que hay una pérdida neurosensorial en el oído que no oye tan bien.

### Prueba de Rinne
Para la prueba de Rinne, se coloca inicialmente el diapasón vibrante (512 Hz) sobre apófisis mastoides hasta que ya no se escuche; en seguida se coloca el diapasón de inmediato a las afueras de la oreja, el paciente volverá a escuchar el sonido y debe informar cuando ya no lo escuche. Una prueba de Rinne es normal o positiva cuando el sonido que se oye fuera del oído (conducción aérea CA) es más fuerte que el sonido del diapasón vibrante colocado sobre la apófisis mastoides (conducción ósea CO). Por lo tanto, CA > CO; que es como se ha informado clínicamente. En la hipoacusia conductiva, la conducción ósea es mejor que el aire o CO > CA, es decir una prueba de Rinne negativa.
En un paciente normal, el sonido del diapasón vibrante se escucha en voz alta por igual en ambos oídos, sin audición de un oído el sonido más fuerte que el otro (lateralización). Del mismo modo, un paciente con sordera simétrica escuchará el sonido del diapas̟ón igualmente bien, teniendo utilidad de diagnóstica solo en hipoacusias asimétricas. En un paciente con hipoacusia, el sonido del diapasón vibrante se oye más fuerte en un oído (lateralización) que en el otro. Este hallazgo clínico debe confirmarse repitiendo el procedimiento mientras el paciente se ocluye un oído con el dedo; el sonido debería oírse fácilmente en el oído ocluido.

## Interpretación
Los resultados de ambas pruebas se indican a continuación y se comparan para localizar y caracterizar la naturaleza de las hipoacusias o sorderas.
| Rinne                                                     | Rinne   | Weber                         | Weber                         | Weber                | Weber                       | Weber                       |
| Izquierda                                                 | Derecha | Lateralización a la izquierda | Lateralización a la izquierda | Sin lateralizaciones | Lateralización a la derecha | Lateralización a la derecha |
| --------------------------------------------------------- | ------- | ----------------------------- | ----------------------------- | -------------------- | --------------------------- | --------------------------- |
|                                                           |         | Oído izquierdo                | Oído derecho                  | Ambos oídos          | Oído izquierdo              | Oído derecho                |
| (+)                                                       | (+)     | Normal                        | Neurosensorial                | Normal               | Neurosensorial              | Normal                      |
| (+)                                                       | (+)     | Normal                        | Neurosensorial                | Neurosensorial       | Neurosensorial              | Normal                      |
| (-)                                                       | (+)     | Conductiva                    | Normal                        |                      | Mixta                       | Normal                      |
| (+)                                                       | (-)     | Normal                        | Mixta                         | Normal               | Conductiva                  |                             |
| (-)                                                       | (-)     | Conductiva                    | Mixta                         | Conductiva           | Mixta                       | Conductiva                  |
| Hipoacusia mixta = Hipoacusia conductiva y neurosensorial |         |                               |                               |                      |                             |                             |

## Detección de la hipoacusia conductiva
Un paciente con hipoacusia conductiva unilateral oiría el diapasón vibrante más fuerte en el oído afectado. Esto es porque el oído con el hipoacusia solamente está recibiendo entrada de la conducción ósea y no de conducción de aire. Este hallazgo se da porque el problema de conducción del oído medio (yunque, martillo , estribo, y la trompa de Eustaquio) enmascara el ruido ambiente, mientras que el buen funcionamiento de oído interno (cóclea con su membrana basilar) capta el sonido a través de los huesos del cráneo, haciendo que se perciba como un sonido más fuerte en el oído afectado. Si una oclusión está presente, el sonido no puede escapar y aparece más fuerte en la oreja con la hipoacusia conductiva.
La hipoacusia conductiva puede ser imitada ocluyendo una oreja con un dedo y realizando las pruebas de Rinne y Weber, lo que ayudará a clarificar lo anterior. Tarareando una nota constante y luego ocluir un oído es una buena manera de imitar los resultados de la prueba de Weber en la hipoacusia conductiva. La simulación de la prueba de Weber es la base para la prueba de Bing.

## Detección de la hipoacusia neurosensorial
Si la conducción de aire está intacto en ambos lados (por lo tanto sin hipoacusia), el paciente va a informar de un sonido más suave en el oído con la hipoacusia neurosensorial. Esto se debe a que la oreja con la hipoacusia neurosensorial no está recibiendo entrada de la conducción ósea, y el sonido es percibido como más fuerte en el oído normal.